# Gladys Brockwell
Gladys Brockwell, nata Gladys Lindeman (Brooklyn, 26 settembre 1894 – Hollywood, 2 luglio 1929), è stata un'attrice statunitense la cui carriera si svolse in gran parte all'epoca del muto.
Morì nel 1929 a soli 35 anni

## Filmografia
- The Evil One, regia di Francis J. Grandon - cortometraggio (1913)
- The Counterfeiter's Fate, regia di Romaine Fielding - cortometraggio (1913)
- The Evil Eye, regia di Romaine Fielding - cortometraggio (1913)
- The Rattlesnake, regia di Romaine Fielding - cortometraggio (1913)
- The Harmless One, regia di Romaine Fielding - cortometraggio (1913)
- When Mountain and Valley Meet, regia di Romaine Fielding - cortometraggio (1913)
- His Blind Power, regia di Romaine Fielding - cortometraggio (1913)
- The Narcotic Spectre, regia di Scott Sidney - cortometraggio (1914)
- Divorce, regia di Raymond B. West - cortometraggio (1914)
- The Play's the Thing, regia di Scott Sidney - cortometraggio (1914)
- The Geisha, regia di Raymond B. West - cortometraggio (1914)
- The Ambassador's Envoy, regia di Reginald Barker - cortometraggio (1914)
- The Wrath of the Gods, regia di Reginald Barker (1914)
- A Relic of Old Japan, regia di Reginald Barker - cortometraggio (1914)
- Shorty and the Aridville Terror, regia di Richard Stanton - cortometraggio (1914)
- A Romance of the Sawdust Ring, regia di Raymond B. West - cortometraggio (1914)
- Stacked Cards, regia di Thomas H. Ince e Scott Sidney - cortometraggio (1914)
- One of the Discard, regia di Thomas H. Ince - cortometraggio (1914)
- The Typhoon, regia di Reginald Barker (1914)
- The End of the Galley, regia di Richard Stanton - cortometraggio (1914)
- The Worth of a Life, regia di Scott Sidney - cortometraggio (1914)
- Destiny's Night, regia di Walter Edwards - cortometraggio (1914)
- A Crook's Sweetheart, regia di Scott Sidney - cortometraggio (1914)
- A Political Feud, regia di Richard Stanton - cortometraggio (1914)
- The Last of the Line, regia di Jay Hunt - cortometraggio (1914)
- A Confidence Game, regia di William H. Clifford e Thomas H. Ince - cortometraggio (1915)
- Settled at the Seaside, regia di Frank Griffin - cortometraggio (1915)
- A Man and His Mate, regia di John G. Adolfi (1915)
- On the Night Stage, regia di Reginald Barker (1915)
- Ethel's New Dress, regia di Edward Dillon (1915)
- Up from the Depths
- The Old High Chair, regia di Jack Conway - cortometraggio (1915)
- The Fortification Plans, regia di Ben F. Wilson - cortometraggio (1915)
- A Chase by Moonlight, regia di Edward Dillon - cortometraggio (1915)
- Providence and the Twins - cortometraggio (1915)
- His Guiding Angel - cortometraggio (1915)
- Double Trouble, regia di Christy Cabanne (1915)
- The She-Devil - cortometraggio (1916)
- The Price of Power - cortometraggio (1916)
- The Crippled Hand, regia di David Kirkland, Robert Z. Leonard (1916)
- The Purple Maze, regia di Edward LeSaint - cortometraggio (1916)
- The Woman Who Followed Me, regia di David Kirkland, Robert Z. Leonard - cortometraggio (1916)
- The End of the Trail, regia di Oscar C. Apfel (1916)
- Fires of Conscience, regia di Oscar Apfel (1916)
- Sins of Her Parent, regia di Frank Lloyd (1916)
- One Touch of Sin, regia di Richard Stanton (1917)
- Il metodo dell'onore (The Honor System), regia di R.A. Walsh (Raoul Walsh) (1917)
- Her Temptation, regia di Richard Stanton (1917)
- The Price of Her Soul, regia di Oscar Apfel (1917)
- To Honor and Obey, regia di Otis Turner (1917)
- The Soul of Satan, regia di Otis Turner (1917)
- Conscience, regia di Bertram Bracken (1917)
- A Branded Soul, regia di Bertram Bracken (1917)
- For Liberty, regia di Bertram Bracken (1917)
- The Moral Law, regia di Bertram Bracken (1918)
- The Devil's Wheel, regia di Edward LeSaint (1918)
- Her One Mistake, regia di Edward LeSaint (1918)
- The Scarlet Road, regia di Edward LeSaint (1918)
- The Bird of Prey, regia di Edward J. Le Saint (1918)
- Kultur, regia di Edward J. Le Saint (1918)
- The Strange Woman, regia di Edward J. Le Saint (1918)
- The Call of the Soul, regia di Edward J. Le Saint (1919)
- The Forbidden Room, regia di Lynn F. Reynolds (1919)
- Pitfalls of a Big City, regia di Frank Lloyd (1919)
- The Divorce Trap, regia di Frank Beal (1919)
- The Sneak, regia di Edward J. Le Saint (1919)
- Chasing Rainbows, regia di Frank Beal (1919)
- The Broken Commandments, regia di Frank Beal (1919)
- Thieves, regia di Frank Beal (1919)
- Flames of the Flesh, regia di Edward LeSaint (1920)
- The Devil's Riddle, regia di Frank Beal (1920)
- The Mother of His Children, regia di Edward LeSaint (1920)
- White Lies, regia di Edward LeSaint (1920)
- A Sister to Salome, regia di Edward LeSaint (1920)
- Rose of Nome, regia di Edward LeSaint (1920)
- The Sage Hen, regia di Edgar Lewis (1921)
- Paid Back, regia di Irving Cummings (1922)
- Oliviero Twist (Oliver Twist), regia di Frank Lloyd (1922)
- Double Stakes (1922)
- The Drug Traffic
- Penrod and Sam, regia di William Beaudine (1923)
- His Last Race, regia di B. Reeves Eason, Howard M. Mitchell (1923)
- Il gobbo di Notre Dame (The Hunchback of Notre Dame), regia di Wallace Worsley (1923)
- L'orfanella di New York (The Darling of New York), regia di King Baggot (1923)
- Unmarried Wives, regia di James P. Hogan (1924)
- The Foolish Virgin, regia di George W. Hill (1924)
- So Big, regia di Charles Brabin (1924)
- The Reckless Sex, regia di Alan James (1925)
- Chickie, regia di John Francis Dillon (1925)
- The Necessary Evil, regia di George Archainbaud (1925)
- The Splendid Road, regia di Frank Lloyd (1925)
- Stella Maris, regia di Charles Brabin (1925)
- The Ancient Mariner, regia di Chester Bennett, Henry Otto (1925)
- The Skyrocket, regia di Marshall Neilan (1926)
- The Carnival Girl, regia di Cullen Tate (1926)
- Valanga di bisonti (The Last Frontier), regia di George B. Seitz (1926)
- Her Sacrifice, regia di Wilfred Lucas (1926)
- Spangles, regia di Frank O'Connor (1926)
- Twinkletoes, regia di Charles Brabin (1926)
- Le sue ultime mutandine (Long Pants), regia di Frank Capra (1927)
- Settimo cielo (Seventh Heaven), regia di Frank Borzage (1927)
- The Satin Woman, regia di Walter Lang (1927)
- The Elegy, regia di Andrew L. Stone - cortometraggio (1927)
- Il medico di campagna (The Country Doctor), regia di Rupert Julian (1927)
- L'uomo, la donna e il peccato (Man, Woman and Sin), regia di Monta Bell (1927)
- The Law and the Man, regia di Scott Pembroke (1928)
- Capitan Barbablù (A Girl in Every Port), regia di Howard Hawks (1928)
- My Home Town
- Lights of New York, regia di Bryan Foy (1928)
- Hollywood Bound
- La donna contesa (The Woman Disputed), regia di Henry King, Sam Taylor (1928)
- The Home Towners, regia di Bryan Foy (1928)
- Hardboiled Rose, regia di F. Harmon Weight (1929)
- From Headquarters, regia di Howard Bretherton (1929)
- The Hottentot, regia di Roy Del Ruth (1929)
- The Argyle Case, regia di Howard Bretherton (1929)
- The Drake Case, regia di Edward Laemmle (1929)